# Cosmarium orbiculum
Cosmarium orbiculum là một loài Song tinh tảo trong họ Desmidiaceae, thuộc chi Cosmarium.